# Wassaic
Wassaic es un lugar designado por el censo ubicado en el condado de Dutchess en el estado estadounidense de Nueva York. En el Censo de 2020 tenía una población de 210 habitantes y una densidad poblacional de 228,26 habitantes por km². Fue incluido como CDP en el censo de 2020.

## Geografía
Wassaic se encuentra ubicado en las coordenadas 41°48′14″N 73°33′31″O / 41.80389, -73.55861. Según la Oficina del Censo de los Estados Unidos,  tiene una superficie total de 0,92 km², todos correspondientes a tierra firme.